# Riverside (Utah)
Riverside – jednostka osadnicza w Stanach Zjednoczonych, w stanie Utah, w hrabstwie Box Elder.